# Миль, Леонид Соломонович
Леони́д Соломо́нович Миль (2 апреля 1938, Каунас, Литва — 4 октября 1992, Москва) — российский переводчик.

## Биография
Четырёхлетним был вынесен няней литовкой из каунасского гетто. Окончил Литературный институт им. А. М. Горького (1961). Член Союза писателей СССР (1975). Переводил в основном с армянского и литовского (Григор Нарекаци и другие). Был близким другом Юрия Домбровского. 
В 1990 году выехал на постоянное жительство в Израиль, однако спустя некоторое время вернулся в Москву. Потом вновь приехал в Израиль. Закончил роман о творчестве Нарекаци «Дух и плоть» (Москва: Ex libris, 1992).
4 октября 1992 года жена и дочь Миля обнаружили его повесившимся в своей комнате. Никаких предсмертных записок он не оставил. 10 октября состоялась кремация тела Миля в Хованском крематории.

## Переводы
- Паулюс Ширвис. Шумят родные березы. Москва, 1961. В соавторстве с Давидом Маркишем
- Антанас Венцлова. Ты знаешь край. Москва, 1965
- Антанас Венцлова. Вечерняя звезда. Москва, 1972
- Эдуардас Межелайтис. Микропоэмы. Москва, 1974
- Эдуардас Межелайтис. Моя Итака. Москва, 1978
- Григор Нарекаци. Книга скорбных песнопений. Ер 1986